# Ida Becker
Ida Becker née en 1831 et morte le 15 mai 1897 (d'autres sources donnent le mois d'avril) à Berlin  était une compositrice allemande.

## Biographie
Ida Naumann était la fille d'un médecin, Moritz Naumann ; elle fut l'élève, à Berlin, d’Albert Becker au Scharwenka-Konservatorium et de Friedrich Karl Kiel à la Musikhochschule. Celui-ci insista pour que les recueils de chants pour enfants « Lieder aus der Kinderwelt » et « Lieder aus der Märchenwelt » soient publiés. Ses compositions, destinées à l'intimité du foyer et du cercle familial, ont eu beaucoup de succès en son temps. Elle était la sœur du compositeur Emil Naumann, et l'épouse de Wilhelm Becker, aveugle et riche ; elle légua sa fortune à une fondation pour personnes aveugles « Ida und Wilhelm Becker-Stiftung ».

## Œuvres
- Drei Balladen, pour baryton et piano

1. Das Schloss am Meere (Text: Johann Ludwig Uhland)
2. Die versunkene Krone (Text: Johann Ludwig Uhland)
3. Ballade aus dem Königssohn

- Kleine Bilder pour chant et piano, op. 6

1. Legende
2. Gartenheim
3. Klug' Fischlein
4. Flugmüde
5. Der Kuss

- Lieder aus der Kinderwelt (1881)

1. Weihnachtslied
2. Warnung
3. Das Kind in der Fremde
4. Wiegenliedchen
5. Der Spielwaarenhändler
6. Den armen Kindlein
7. Bärentanz
8. Kinder-Reigen

- Lieder aus der Maehrchenwelt pour chant et piano

1. Rothkäppchen singt
2. Der Zwerge Klage um Schneewittchen
3. Spieglein an der Wand
4. Von dem grünen Bäumchen
5. Aschenputtel
6. Dornröschens Erwachen

- Vier kleine Legenden pour chant et piano, op. 8

1. Am Jordanstrand
2. Ein Bildchen
3. Rothkehlchen
4. Am Rhein

- Die heilige nacht, cantate pour soliste, chœur et piano. op. 4 ; pub Ries & Erler, Berlin 1886
- Im rosengarten zwergkonig sitzt ; pour soprano, ténor et piano, op. 5 ; pub Ries & Erler, Berlin 1886
- Dorpertanzweise : Den finken des waldes die nachtigall ruft ; pour soprano et baryton, op. 9 ; pub Bote & Bock, Berlin 1893
- Ostseelieder ; pour voix et piano, op. 12, pub Bote & Bock, Berlin 1897

1. Ich lieg' in traumen am Hunengrab
2. Ist das spiel des Wassermanns
3. Sanft verglimmt des tages helle
4. In blauer nacht, bei vollmondschein
5. Es pfeift mit hohlem klange
6. Es rauscht das meer gelinde
7. Nun kommt der sturm geflogen